# Sauvagesia brevipetala
Sauvagesia brevipetala là một loài thực vật có hoa trong họ Ochnaceae. Loài này được Gilli miêu tả khoa học đầu tiên năm 1981.